# Réorganisation des corps de cavalerie français (1796)
Pour les articles homonymes, voir Réorganisation des corps de cavalerie français et Amalgame.
L'arrêté du Directoire du 18 nivôse an IV (8 janvier 1796), réorganise les corps de cavalerie de l'armée française et réduit à 51 les régiments de cavalerie dont 20 régiments de cavalerie de bataille, 11 de chasseurs à cheval, 12 de dragons, 8 de hussards et 2 de carabiniers.

## Sommaire
Régiments de carabiniers

1er – 2e.
Régiments de cavalerie

1er – 2e – 3e – 4e – 5e – 6e – 7e – 8e – 9e – 10e – 11e – 12e – 13e – 14e – 15e – 16e – 17e – 18e – 19e – 20e – 21e – 22e – 23e – 24e – 25e
Régiments de dragons

1er – 2e – 3e – 4e – 5e – 6e – 7e – 8e – 9e – 10e – 11e – 12e – 13e – 14e – 15e – 16e – 17e – 18e – 19e – 20e – Premier 21e dragons – Second 21e dragons
Régiments de chasseurs à cheval

1er – 2e – 3e – 4e – 5e – 6e – 7e – 8e – 9e – 10e – 11e – 12e – 13e – 14e – 15e – 16e – 17e – 18e – 19e – 20e – 21e – 22e – 23e – 24e – 25e – 26e
Régiments de hussards

1er – 2e – 3e – 4e – 5e – 6e – 7e – 7e bis – 8e – 9e – 10e – 11e – 12e – Hussards Volontaires
Infanterie

## Historique
En 1794, les troupes à cheval des légions non amalgamées et quelques corps-francs furent incorporés dans les régiments de cavalerie.
L'arrêté du Directoire du 18 nivôse an IV (8 janvier 1796), réduit à 51 les régiments de cavalerie dont 20 régiments de cavalerie de bataille, 11 de chasseurs à cheval, 12 de dragons, 8 de hussards et 2 de carabiniers.
Au commencement de l'an VIII (1799), ces corps étaient au nombre de 85 :
2 régiments de carabiniers
25 régiments de cavalerie de bataille
20 régiments de dragons
25 régiments de chasseurs à cheval
13 régiments de hussards
L'arrêté du 2 nivôse an XI (23 décembre 1802) forme 3 régiments de cuirassiers à partir des 5e, 6e et 7e régiments de cavalerie. Le 8e régiment de cavalerie qui était déjà cuirassé depuis son origine, porta à 4 le nombre de régiments de cette arme.

## Régiments de carabiniers

### 1ercarabiniers
Le 1er régiment de carabiniers garde son nom et son rang obtenu en 1791.
Historique
Le 1er régiment de carabiniers fait les campagnes de l'an IV et de l'an V à l'armée de Rhin-et-Moselle, celle de l'an VI aux armées de l'Ouest et de Mayence, celle de l'an VII aux armées de Mayence, du Danube et armées du Rhin et celles de l'an VIII et de l'an IX l'armée du Rhin.
Le régiment se distingue, le 2 septembre 1796 à la bataille de Freising ainsi qu'à la bataille d'Höchstädt le 19 juin 1800 et au passage du Danube le 22 du même mois.
Lors de la réorganisation de 1803 le 1er régiment de carabiniers garde son nom

### 2ecarabiniers
Le 2e régiment de carabiniers garde son nom et son rang obtenu en 1791.
Historique
Comme le 1er carabiniers, le 2e régiment de carabiniers fait les campagnes de l'an IV et de l'an V à l'armée de Rhin-et-Moselle, celle de l'an VI aux armées de l'Ouest et de Mayence, celle de l'an VII aux armées de Mayence, du Danube et armées du Rhin et celles de l'an VIII et de l'an IX l'armée du Rhin.
Le régiment se distingue, le 2 septembre 1796 à la bataille de Freising ainsi qu'à la bataille d'Höchstädt le 19 juin 1800 et au passage du Danube le 22 du même mois.
Lors de la réorganisation de 1803 le 2e régiment de carabiniers garde son nom

## Régiments de cavalerie
Régiments de cavalerie
L'arrêté du 2 nivôse an XI (23 décembre 1802) forme 3 régiments de cuirassiers à partir des 5e, 6e et 7e régiments de cavalerie. Le 8e régiment de cavalerie qui était déjà cuirassé depuis son origine, porta à 4 le nombre de régiments de cette arme.

### 1erde cavalerie
Le 1er régiment de cavalerie garde son nom et son rang obtenu en 1791.
Historique
Le 1er régiment de cavalerie fait la campagne de l'an IV à l'armée de l'Ouest, celles de l'an V et de l'an VI à l'armée d'Italie et celles de l'an VI, de l'an VII, de l'an VIII et de l'an IX aux armées d'Italie et de Réserve.
Lors de la réorganisation de 1803 le 1er régiment de cavalerie devient le 1er régiment de cuirassiers

### 2ede cavalerie
Le 2e régiment de cavalerie garde son nom et son rang obtenu en 1791.
Historique
Le 2e régiment de cavalerie fait la campagne de l'an IV et de l'an V à l'armée de Rhin-et-Moselle, celles de l'an VI et de l'an VII à l'armée d'Allemagne, celles de l'an VIII et de l'an IX aux armées d'Italie et de Réserve.
Le régiment se distingue en 1796 aux batailles de Heidenheim (11 août) et de Freising (2 septembre), le 20 avril 1797 lors du deuxième passage du Rhin et le 14 juin 1800 à la bataille de Marengo. Dans cette bataille, il enveloppa avec deux autres régiments 6 bataillons de grenadiers autrichiens et les firent prisonniers.
Lors de la réorganisation de 1803 le 2e régiment de cavalerie devient le 2e régiment de cuirassiers

### 3ede cavalerie
Le 3e régiment de cavalerie garde son nom et son rang obtenu en 1791.
Historique

Le 3e régiment de cavalerie fait les campagnes de l'an IV et de l'an V à l'armée de Rhin-et-Moselle, celle de l'an VI à l'armée d'Allemagne, de Mayence et d'Helvétie celle de l'an VII à l'armée d'Italie et celles de l'an VIII et de l'an IX aux armées d'Italie et de Réserve.
Lors de la réorganisation de 1803 le 3e régiment de cavalerie devient le 3e régiment de cuirassiers

### 4ede cavalerie
Le 4e régiment de cavalerie garde son nom et son rang obtenu en 1791.
Historique
Le 4e régiment de cavalerie fait la campagne de l'an IV à l'armée de Rhin-et-Moselle, celle de l'an V à l'armée de Sambre-et-Meuse, celle de l'an VI aux armées d'Allemagne et de Mayence, celle de l'an VII aux armées de Mayence, du Danube et du Rhin et celles de l'an VIII et de l'an IX à l'armée du Rhin.
Lors de la réorganisation de 1803 le 4e régiment de cavalerie devient le 4e régiment de cuirassiers

### 5ede cavalerie
Le 5e régiment de cavalerie garde son nom et son rang obtenu en 1791 et devient 5e régiment de cuirassiers en 1802.
Historique
Le 5e régiment de cavalerie fait les campagnes de l'an IV et de l'an V à l'armée des Alpes, celle de l'an VI aux armées des Alpes et d'd'Italie, celle de l'an VII aux armées d'Italie et de Naples et celles de l'an VIII et de l'an IX aux armées d'Italie et de Réserve.
Par l'arrêté du 2 nivôse an XI (23 décembre 1802) le 5e régiment de cavalerie est cuirassé et prend le nom de 5e régiment de cuirassiers.

### 6ede cavalerie
Le 6e régiment de cavalerie garde son nom et son rang obtenu en 1791 et devient 6e régiment de cuirassiers en 1802.
Historique
Le 6e régiment de cavalerie fait les campagnes de l'an IV et de l'an V à l'armée de Sambre-et-Meuse, celle de l'an VI aux armées d'Allemagne et d'de Mayence, celle de l'an VII  armées de Mayence, du Danube et du Rhin et celles de l'an VIII et de l'an IX à l'armée du Rhin.
Le régiment s'illustre à la bataille de Hockheim et au combat de Seltz en 1796 ainsi qu'a la bataille d'Höchstädt et au passage du Danube en 1800.
Par l'arrêté du 2 nivôse an XI (23 décembre 1802) le 6e régiment de cavalerie est cuirassé et prend le nom de 6e régiment de cuirassiers.

### 7ede cavalerie
Le 7e régiment de cavalerie garde son nom et son rang obtenu en 1791 et devient 7e régiment de cuirassiers en 1802.
Historique
Le 7e régiment de cavalerie fait les campagnes de l'an IV et de l'an V à l'armée de Sambre-et-Meuse, celle de l'an VI aux armées d'Allemagne et d'de Mayence, celle de l'an VII  armées de Mayence, du Danube et du Rhin et celles de l'an VIII et de l'an IX à l'armée du Rhin.
Le régiment s'illustre aux batailles de l'Iller, d'Höchstädt et au passage du Danube en 1800.
Par l'arrêté du 2 nivôse an XI (23 décembre 1802) le 7e régiment de cavalerie est cuirassé et prend le nom de 7e régiment de cuirassiers.

### 8ede cavalerie
Le 8e régiment de cavalerie garde son nom et son rang obtenu en 1791.
Historique
Le 8e régiment de cavalerie fait les campagnes de l'an IV et de l'an V à l'armée de Sambre-et-Meuse, celle de l'an VI aux armées de l'Ouest et d'de Mayence, celle de l'an VII aux armées de Mayence, du Danube et du Rhin et celles de l'an VIII et de l'an IX à l'armée du Rhin.

Le régiment s'illustre le 6 août 1796 au passage de la Rednitz puis à la d'Höchstädt et au passage du Danube les 19 et 22 juin 1800.
Lors de la réorganisation de 1803 le 8e régiment de cavalerie devient le 8e régiment de cuirassiers

### 9ede cavalerie
Le 9e régiment de cavalerie garde son nom et son rang obtenu en 1791.
Historique
Le 9e régiment de cavalerie fait les campagnes de l'an IV et de l'an V à l'armée de Rhin-et-Moselle, celle de l'an VI aux armées d'Allemagne et d'de Mayence, celle de l'an VII aux armées de Mayence, du Danube et du Rhin et celles de l'an VIII et de l'an IX à l'armée du Rhin.
Le régiment s'illustre à la d'Höchstädt et au passage du Danube les 19 et 22 juin 1800.
Lors de la réorganisation de 1803 le 9e régiment de cavalerie devient le 9e régiment de cuirassiers

### 10ede cavalerie
Le 10e régiment de cavalerie garde son nom et son rang obtenu en 1791.
Historique
Le 10e régiment de cavalerie fait les campagnes de l'an IV et de l'an V à l'armée de Sambre-et-Meuse, celle de l'an VI aux armées d'Allemagne et d'de Mayence, celle de l'an VII aux armées de Mayence, du Danube et du Rhin et celles de l'an VIII et de l'an IX à l'armée du Rhin.
Le régiment s'illustre aux affaires de Kihrberg et de Beuren le 5 juin 1800.
Lors de la réorganisation de 1803 le 10e régiment de cavalerie devient le 10e régiment de cuirassiers

### 11ede cavalerie
Le 11e régiment de cavalerie garde son nom et son rang obtenu en 1791.
Historique
Le 11e régiment de cavalerie fait les campagnes de l'an IV et de l'an V aux armées de Rhin-et-Moselle et d'Italie, celle de l'an VI à l'armée d'Italie, celle de l'an VII aux armées de Rome et de Naples et celles de l'an VIII et de l'an IX à l'armée d'Italie.
Lors de la réorganisation de 1803 le 11e régiment de cavalerie devient le 11e régiment de cuirassiers

### 12ede cavalerie
Le 12e régiment de cavalerie garde son nom et son rang obtenu en 1791.
Historique
Le 12e régiment de cavalerie fait les campagnes de l'an IV et de l'an V à l'armée de Rhin-et-Moselle, celle de l'an VI à l'armée d'Allemagne et celles de l'an VII, de l'an VIII et de l'an IX à l'armée du Rhin.
Lors de la réorganisation de 1803 le 12e régiment de cavalerie devient le 12e régiment de cuirassiers

### 13ede cavalerie
Le 13e régiment de cavalerie garde son nom et son rang obtenu en 1791.
Historique
Le 13e régiment de cavalerie fait la campagne de l'an IV à l'armée de Sambre-et-Meuse, celle de l'an V à l'armée de Rhin-et-Moselle, celle de l'an VI à l'armée d'Allemagne et celles de l'an VII, de l'an VIII et de l'an IX à l'armée du Rhin.
Le régiment s'illustre à la d'Höchstädt et au passage du Danube les 19 et 22 juin 1800.
Par l'arrêté du 2 nivôse an XI (23 décembre 1802) le 13e régiment de cavalerie devient le 22e régiment de dragons.

### 14ede cavalerie
Le 14e régiment de cavalerie garde son nom et son rang obtenu en 1791.
Historique
Le 14e régiment de cavalerie fait les campagnes de l'an IV et de l'an V à l'armée de Rhin-et-Moselle, celle de l'an VI à l'armée d'Allemagne et celles de l'an VII, de l'an VIII et de l'an IX à l'armée d'Italie.
Par l'arrêté du 2 nivôse an XI (23 décembre 1802) le 14e régiment de cavalerie devient le 23e régiment de dragons.

### 15ede cavalerie
Le 15e régiment de cavalerie garde son nom et son rang obtenu en 1791.
Historique
Le 15e régiment de cavalerie fait les campagnes de l'an IV et de l'an V à l'armée de Rhin-et-Moselle, celle de l'an VI à l'armée d'Allemagne et celles de l'an VII, de l'an VIII et de l'an IX aux armées du Rhin et d'Italie.
Le régiment s'illustre à la bataille d'Engen, le 3 mai 1800.
Par l'arrêté du 2 nivôse an XI (23 décembre 1802) le 15e régiment de cavalerie devient le 24e régiment de dragons.

### 16ede cavalerie
Le 16e régiment de cavalerie garde son nom et son rang obtenu en 1791.
Historique
Le 16e régiment de cavalerie fait les campagnes de l'an VII, de l'an VIII et de l'an IX à l'armée du Rhin.
Par l'arrêté du 2 nivôse an XI (23 décembre 1802) le 16e régiment de cavalerie devient le 25e régiment de dragons.

### 17ede cavalerie
Le 17e régiment de cavalerie garde son nom et son rang obtenu en 1791.
Historique
Le 17e régiment de cavalerie fait les campagnes de l'an IV et de l'an V à l'armée de Sambre-et-Meuse, celle de l'an VI aux armées d'Allemagne et de Mayence, celle de l'an VII aux armées de Mayence, du Danube et du Rhin et celles de l'an VIII et de l'an IX à l'armée du Rhin.
Par l'arrêté du 2 nivôse an XI (23 décembre 1802) le 17e régiment de cavalerie devient le 26e régiment de dragons.

### 18ede cavalerie
Le 18e régiment de cavalerie garde son nom et son rang obtenu en 1791.
Historique
Le 18e régiment de cavalerie fait les campagnes de l'an IV et de l'an V à l'armée de Rhin-et-Moselle, celle de l'an VI aux armées d'Allemagne, d'Helvétie et d'Italie, celle de l'an VII à l'armée d'Italie et celles de l'an VIII et de l'an IX aux armées de Réserve et d'Italie.
Par l'arrêté du 2 nivôse an XI (23 décembre 1802) le 18e régiment de cavalerie devient le 27e régiment de dragons.

### 19ede cavalerie
Le 19e régiment de cavalerie garde son nom et son rang obtenu en 1791.
Historique
Le 19e régiment de cavalerie fait les campagnes de l'an IV et de l'an V à l'armée de Sambre-et-Meuse, celle de l'an VI à l'armée de Mayence, celle de l'an VII aux armées de Mayence, du Danube et du Rhin et celles de l'an VIII et de l'an IX à l'armée du Rhin.
Le 19e régiment de cavalerie est licencié en l'an XI (le 24 septembre 1803) et ses escadrons sont incorporés dans le 1er régiment de carabiniers et les 9e, 10e et 11e régiments de cuirassiers.

### 20ede cavalerie
Le 20e régiment de cavalerie garde son nom et son rang obtenu en 1791.
Historique
Le 20e régiment de cavalerie fait les campagnes de l'an VIII et de l'an IX aux armées de réserve et d'Italie.
Ce régiment se distingua particulièrement à la bataille de Marengo, le 14 juin 1800, en enveloppant avec l'aide de deux autres régiments 6 bataillons de grenadiers autrichiens, et qui les firent prisonniers.
Le 20e régiment de cavalerie est licencié en l'an XI (le 24 septembre 1803) et ses escadrons sont incorporés dans le 2e régiment de carabiniers, le 12e régiment de cuirassiers et les 22e et 23e régiments de dragons.

### 21ede cavalerie
Le 21e régiment de cavalerie garde son nom et son rang obtenu en 1791.
Historique
Le 21e régiment de cavalerie fait les campagnes de l'an IV et de l'an V  à l'armée de Rhin-et-Moselle, celle de l'an VI à l'armée d'Allemagne et celles de l'an VIII et de l'an IX à l'Armée d'Italie.
Le 21e régiment de cavalerie est licencié en l'an XI (le 24 septembre 1803) et ses escadrons sont incorporés dans le 1er régiment de carabiniers et les 24e, 25e et 26e régiments de dragons.

### 22ede cavalerie
Le 22e régiment de cavalerie garde son nom et son rang obtenu en 1791.
Historique
Le 22e régiment de cavalerie fait la campagne de l'an IV à l'armée de Sambre-et-Meuse, celle de l'an VII à l'armée du Danube et celles de l'an VIII et de l'an IX à l'Armée d'Italie.
Le 22e régiment de cavalerie est licencié en l'an XI (le 24 septembre 1803) et ses escadrons sont incorporés dans le 2e régiment de carabiniers, les 9e et 12e régiments de cuirassiers et les 24e et 27e régiments de dragons.

### 23ede cavalerie
Le 23e régiment de cavalerie garde son nom et son rang obtenu en 1791.
Historique
Le 23e régiment de cavalerie fait les campagnes de l'an IV et de l'an V à l'armée de Sambre-et-Meuse, celle de l'an VI aux armées d'Allemagne et de Mayence, celle de l'an VII aux armées du Danube, de Mayence et du Rhin et celles de l'an VIII et de l'an IX à l'armée du Rhin.
Le 23e régiment de cavalerie est licencié le 1er vendémiaire an XII (24 septembre 1803) et ses escadrons sont incorporés dans les 5e, 6e et 7e régiments de cuirassiers.

### 24ede cavalerie
Le 24e régiment de cavalerie garde son nom et son rang obtenu en 1791.
Historique
Le 24e régiment de cavalerie fait la campagne de l'an IV à l'armée de l'Ouest, celle de l'an VII à l'armée du Rhin et celles de l'an VIII et de l'an IX à l'armée Gallo-Batave.
Le 24e régiment de cavalerie est incorporé en l'an X dans les 1er régiment de cavalerie|1er et 8e régiments de cavalerie de bataille.

### 25ede cavalerie
Le 25e régiment de cavalerie garde son nom et son rang obtenu en 1791.
Historique
Le 25e régiment de cavalerie fait la campagne de l'an IV à l'armée du Nord, celle de l'an V aux armées du Nord et de Sambre-et-Meuse, celle de l'an VI aux armées d'Allemagne et de Mayence, celle de l'an VII aux armées de Mayence, du Danube et du Rhin, celle de l'an VIII à l'armée du Rhin et celle de l'an IX à l'armée d'Italie.
Le 25e régiment de cavalerie est incorporé en l'an X dans les 2e régiment de cavalerie|2e, 3e régiment de cavalerie|3e et 4e régiments de cavalerie de bataille.

## Régiments de dragons
Régiments de dragons
Le nombre de régiments de dragons reste identique à celui de 1791.
Il y aura toutefois, un nouveau 21e régiment de dragons qui sera formé, le 28 fructidor an IX (26 août 1801) à partir du 9e régiment de dragons piémontais en remplacement du 21e régiment de dragons qui avait été licencié le 22 frimaire an VI.

### 1erdragons
Le 1er régiment de dragons garde son nom et son rang obtenu en 1791.
Historique
Le 1er régiment de dragons fait la campagne de l'an IV et de l'an V à l'armée de Sambre-et-Meuse, celle de l'an VI aux armées de l'Ouest et de Mayence, celle de l'an VII aux armées de Mayence et du Danube, celle de l'an VIII aux armées du Rhin et d'Italie et celle de l'an IX à l'armée d'Italie.

### 2edragons
Le 2e régiment de dragons garde son nom et son rang obtenu en 1791.
Historique
Le 2e régiment de dragons fait les campagnes de l'an IV et de l'an V à l'armée de Sambre-et-Meuse, celle de l'an VI aux armées de l'Ouest et de Mayence, celle de l'an VII aux armées de Mayence et du Danube et celles de l'an VIII et de l'an IX à l'armée du Rhin.
Le régiment se distingue particulièrement le 6 août 1796 lors du combat de Bamberg.

### 3edragons
Le 3e régiment de dragons garde son nom et son rang obtenu en 1791.
Historique
Le 3e régiment de dragons fait la campagne de l'an V à l'armée d'Italie, celle de l'an VI aux armées d'Italie et d'Orient, celles de l'an VII et de l'an VIII aux armées d'Orient et d'Italie et celle de l'an IX à l'armée d'Italie.
Le régiment se distingue particulièrement, le 18 septembre 1794 lors du combat de Sprimont et à la bataille d'Aboukir le 25 juillet 1799.

### 4edragons
Le 4e régiment de dragons garde son nom et son rang obtenu en 1791.
Historique
Le 4e régiment de dragons fait les campagnes de l'an IV et de l'an V à l'armée de Rhin-et-Moselle, celle de l'an VI aux armées d'Allemagne et de l'Ouest, celles de l'an VII à  l'armée de l'Ouest et celles de l'an VIII et de l'an IX à l'armée Gallo-Batave.
Le régiment se distingue particulièrement, le 20 avril 1796 lors du deuxième passage du Rhin et au combat de Moosach, le 30 août 1796, ou 4e dragons charge et poursuit la cavalerie ennemie jusqu'au portes de Munich.

### 5edragons
Le 5e régiment de dragons garde son nom et son rang obtenu en 1791.
Historique
Le 5e régiment de dragons fait les campagnes de l'an IV et de l'an V à l'armée d'Italie, celle de l'an VI aux armées d'Italie et de l'Ouest, celles de l'an VII à  l'armée de l'Ouest et celles de l'an VIII à l'armée de Réserve et de l'an IX et de l'an X au corps d'observation de la Gironde.
Le régiment se distingue particulièrement, les 7 et 8 septembre 1796 lors de l'affaire de Primolano puis de la bataille de Bassano puis durant le combat de Clausenne et la prise du fort de Cavallo.

### 6edragons
Le 6e régiment de dragons garde son nom et son rang obtenu en 1791.
Historique
Le 6e régiment de dragons fait les campagnes de l'an IV et de l'an V à l'armée du Rhin, celles de l'an VI et de l'an VII aux armées de Mayence et du Danube, celle de l'an VIII aux armées du Rhin et d'Italie et celle de l'an IX à l'armée d'Italie.
Le régiment se distingue particulièrement, le 20 mai 1796, près d’Ostende, lorsqu'un détachement de 40 cavaliers, environ, du 6e dragons et 200 hommes de la 46e demi-brigade de deuxième formation, firent mettre bas les armes à 1 500 anglais qui avaient débarqués avec de l'artillerie. Il participe activement, le 5 juillet 1796 à la bataille de Rastadt, et à la bataille de Marengo le 14 juin 1800.

### 7edragons
Le 7e régiment de dragons garde son nom et son rang obtenu en 1791.
Historique
Le 7e régiment de dragons fait les campagnes de l'an IV et de l'an V à l'armée de Sambre-et-Meuse, celle de l'an VI aux armées de l'Ouest et de Mayence, celle de l'an VII aux armées de Mayence et d'Italie et celles de l'an VIII et de l'an IX à l'armée d'Italie.

### 8edragons
Le 8e régiment de dragons garde son nom et son rang obtenu en 1791.
Historique
Le 8e régiment de dragons fait les campagnes de l'an IV et de l'an V aux armées des Alpes et d'Italie, celle de l'an VI aux armées de l'Ouest et de Mayence, celle de l'an VII aux armées de Mayence et du Danube et celles de l'an VIII et de l'an IX aux armées de Réserve et d'Italie.
Ce régiment se distingua particulièrement à la bataille de Marengo, le 14 juin 1800, en enveloppant avec l'aide de deux autres régiments 6 bataillons de grenadiers autrichiens, et qui les firent prisonniers.

### 9edragons
Le 9e régiment de dragons garde son nom et son rang obtenu en 1791.
Historique
Le 9e régiment de dragons fait les campagnes de l'an IV et de l'an V à l'armée des Alpes, celle de l'an VI aux armées de l'Ouest et d'Helvétie, celle de l'an VII aux armées d'Helvétie et d'Italie et celles de l'an VIII et de l'an IX aux armées de Réserve et d'Italie.
Le régiment se distingue particulièrement le 15 janvier 1798 lors du combat d'Anghiari.

### 10edragons
Le 10e régiment de dragons garde son nom et son rang obtenu en 1791.
Historique
Le 10e régiment de dragons fait les campagnes de l'an IV et de l'an V à l'armée de Rhin-et-Moselle, celle de l'an VI aux  armées de Mayence et de l'Ouest, celle de l'an VII à l'armée de l'Ouest, celle de l'an VIII aux armées de Batavie, armées de Réserve et d'Italie et celle de l'an IX à l'armée des Grisons.
Le régiment se distingue particulièrement le 5 juillet 1796 à la bataille de Rastadt, puis en 1799 aux batailles de Berghen (19 septembre), d'Alkmaar (2 octobre) et de Castricum (6 octobre).

### 11edragons
Le 11e régiment de dragons garde son nom et son rang obtenu en 1791.
Historique
Le 11e régiment de dragons fait les campagnes de l'an IV et de l'an V à l'armée de Sambre-et-Meuse, celle de l'an VI aux armées de l'Ouest et de Mayence, celle de l'an VII aux armées de Mayence et d'Italie, celle de l'an VIII à l'armée d'Italie et celle de l'an IX à l'armée du Rhin.
Le régiment se distingue particulièrement lors de la prise de Friedberg, le 10 juillet 1796 et à la bataille d'Engen, le 3 mai 1800.

### 12edragons
Le 12e régiment de dragons garde son nom et son rang obtenu en 1791.
Historique
Le 12e régiment de dragons fait les campagnes de l'an IV et de l'an V à l'armée de Sambre-et-Meuse, celle de l'an VI aux armées de l'Ouest et de Mayence, celle de l'an VII aux armées de Mayence et d'Italie et celles de l'an VIII et de l'an IX à l'armée d'Italie.
Le régiment se distingue particulièrement le 10 juillet 1796 lors du passage de la Lahnn puis en 1800 aux combats de Beuren (2 juin) et de Kirchberg, (5 juin).

### 13edragons
Le 13e régiment de dragons garde son nom et son rang obtenu en 1791.
Historique
Le 13e régiment de dragons fait la campagne de l'an IV à l'armée de l'Ouest, celle de l'an V à l'armée de Rhin-et-Moselle, celle de l'an VI aux armées de l'Ouest et de Mayence, celle de l'an VII aux armées d'Helvétie et du Danube et celles de l'an VIII et de l'an IX à l'armée du Rhin.
En 1800, le régiment se distingue lors de la bataille d'Engen, le 3 mai, puis durant la bataille de l'Iller, le 5 juin.

### 14edragons
Le 14e régiment de dragons garde son nom et son rang obtenu en 1791.
Historique
Le 14e régiment de dragons fait les campagnes de l'an IV et de l'an V à l'armée de Sambre-et-Meuse, celle de l'an VI aux armées d'Italie et d'Orient, celle de l'an VII à l'armée d'Orient et celles de l'an VIII et de l'an IX aux armées d'Orient et d'Italie.
Le régiment se distingue à la bataille d'Aboukir, le 25 juillet 1799  et à la bataille d'Alexandrie, le 21 mars 1801.

### 15edragons
Le 15e régiment de dragons garde son nom et son rang obtenu en 1791.
Historique
Le 15e régiment de dragons fait les campagnes de l'an IV et de l'an V à l'armée d’Italie, celle de l'an VI aux armées d'Italie et d'Orient et celles de l'an VII, de l'an VIII et de l'an IX à l'armée d’Orient.
Le régiment se distingue à la bataille de Lonato, les 2 et 3 août 1796 ainsi qu'à la bataille d'Arcole, le 16 novembre 1796.

### 16edragons
Le 16e régiment de dragons garde son nom et son rang obtenu en 1791.
Historique
Le 16e régiment de dragons fait la campagne de l'an IV à l'armée du Nord, celle de l'an V aux armées du Nord et de Sambre-et-Meuse, celle de l'an VI aux armées de Mayence et d'Italie, celle de l'an VII aux armées d'Italie, de Rome et de Naples, celle de l'an VIII à l'armée d'Helvétie et celles de l'an IX et de l'an X à l'armée Gallo-Batave.

### 17edragons
Le 17e régiment de dragons garde son nom et son rang obtenu en 1791.
Historique
Le 17e régiment de dragons fait les campagnes de l'an IV et de l'an V à l'armée de Rhin-et-Moselle, celle de l'an VI aux armées de l'Ouest et de Mayence, celle de l'an VII à l'armée du Danube et celles de l'an VIII et de l'an IX à l'armée du Rhin.
Le régiment s'illustre le 5 juillet 1796 à la bataille de Rastadt et le 20 avril 1797 lors du deuxième passage du Rhin.

### 18edragons
Le 18e régiment de dragons garde son nom et son rang obtenu en 1791.
Historique
Le 18e régiment de dragons fait la campagne de l'an IV aux armées de l'Ouest et d'Italie, celle de l'an V à l'armée d'Italie, celle de l'an VI aux armées d'Italie et d'Orient et celles de l'an VII, de l'an VIII et de l'an IX à l'armée d'Orient.
Le régiment se distingue durant le deuxième combat d'Anghiari, le 15 janvier 1797.

### 19edragons
Le 19e régiment de dragons garde son nom et son rang obtenu en 1791.
Historique
Le 19e régiment de dragons fait les campagnes de l'an IV et de l'an V à l'armée de Rhin-et-Moselle, celles de l'an VI aux armées de Mayence, d'Italie et de Rome, celle de l'an VII aux armées d'Italie, de Rome et de Naples, celle de l'an VIII à l'armée d'Italie et celle de l'an IX aux armées d'Italie et du Midi.

### 20edragons
Le 20e régiment de dragons garde son nom et son rang obtenu en 1791.
Historique
Le 20e régiment de dragons fait les campagnes de l'an IV aux armées des Alpes et d'Italie, celle de l'an V à l'armée d'Italie, celle de l'an VI et de l'an VII aux armées d'Italie et d'Orient et celles de l'an VIII et de l'an IX à l'armée d'Orient.
Le régiment se distingue, le 16 avril 1796 lors de la bataille de Mondovi.

### Premier21edragons
Le 21e régiment de dragons garde son nom et son rang obtenu en 1791.
Historique
Le 21e régiment de dragons est formé le 5 floréal an IV (24 avril 1796) à partir des dragons de la Manche et de la cavalerie de la légion de la Police.
Le régiment fait une partie de la campagne de l'an VI à l'armée d'Allemagne avant d'être licencié par le général Augereau le 22 frimaire an VI (12 décembre 1797)
Les effectifs de ce régiment sont incorporés dans les 1er, 2e, 7e, 11e, 12e et 16e régiments de dragons.

### Second21edragons
Le 21e régiment de dragons est reformé, le 28 fructidor an IX (15 septembre 1801), après l'annexion du Piémont, avec le 1er régiment de dragons Piémontais, l'ensemble de l'armée piémontaise étant incorporée à l'armée française.

## Régiments de chasseurs à cheval

### 1erchasseurs à cheval
Le 1er régiment de chasseurs à cheval garde son nom et son rang obtenu en 1791.
Historique
Le 1er régiment de chasseurs à cheval fait les campagnes de l'an IV et de l'an V à l'armée de Sambre-et-Meuse, celle de l'an VI à l'armée de Mayence, celle de l'an VII aux armées de Mayence, du Danube et du Rhin et celles de l'an VIII et de l'an IX à l'armée du Rhin.
Le régiment se distingue le 6 août 1796 lors du passage de la Rednitz, puis à la bataille de l'Iller, le 5 juin 1800.

### 2echasseurs à cheval
Le 2e régiment de chasseurs à cheval garde son nom et son rang obtenu en 1791.
Historique
Le 2e régiment de chasseurs à cheval fait les campagnes de l'an IV et de l'an V à l'armée de Rhin-et-Moselle, celle de l'an VI aux armées de Mayence et de l'Ouest, celle de l'an VII à l'armée de l'Ouest, celles de l'an VIII et de l'an IX à l'armée d'Italie.
Le régiment s'illustre particulièrement le 5 juillet 1796 à la bataille de Rastadt puis les 11 et 24 août de la même année au combat d'Hindenheim et au passage du Lech.

### 3echasseurs à cheval
Le 3e régiment de chasseurs à cheval garde son nom et son rang obtenu en 1791.
Historique
Le 3e régiment de chasseurs à cheval fait les campagnes de l'an IV et de l'an V à l'armée de Sambre-et-Meuse, celle de l'an VI à l'armée de l'Ouest, celle de l'an VII aux armées de l'Ouest et d'Italie et celles de l'an VIII et de l'an IX à l'armée d'Italie.

### 4echasseurs à cheval
Le 4e régiment de chasseurs à cheval garde son nom et son rang obtenu en 1791.
Historique
Le 4e régiment de chasseurs à cheval fait la campagne de l'an IV à l'armée de Rhin-et-Moselle, celle de l'an V aux armées de Rhin-et-Moselle et d'Italie, celles de l'an VI et de l'an VII à l'armée de l'Ouest, celle de l'an VIII aux armées de Batavie et d'Italie et celle de l'an IX à l'armée d'Italie.
En 1796, le régiment se distingue bataille de Rastadt, le 5 juillet puis au combat de Kandern,le 25 octobre puis en 1799 à la bataille d'Alkmaar, le 2 octobre et celle de Castricum 4 jours plus tard.

### 5echasseurs à cheval
Le 5e régiment de chasseurs à cheval garde son nom et son rang obtenu en 1791.
Historique
Le 5e régiment de chasseurs à cheval fait les campagnes de l'an IV et de l'an V à l'armée du Nord, celle de l'an VI à l'armée de Batavie, celle de l'an VII aux armées de Batavie et du Danube et celles de l'an VIII et de l'IX à l'armée du Rhin.

### 6echasseurs à cheval
Le 6e régiment de chasseurs à cheval garde son nom et son rang obtenu en 1791.
Historique
Le 6e régiment de chasseurs à cheval fait les campagnes de l'an IV et de l'an V à l'armée de Sambre-et-Meuse, celle de l'an VI à l'armée de Mayence, celle de l'an VII aux armées de Mayence, du Danube et de Naples et celles de l'an VIII et de l'an IX à l'armée du Rhin.
En 1796, le régiment s'illustre lors de la bataille d'Altenkirchen (4 juin), le passage de la Lahn (10 juillet) et le combat de Zull (15 août) puis en 1800 à la bataille d'Höchstädt (19 juin) et lors du passage du Danube le 22 juin.

### 7echasseurs à cheval
Le 7e régiment de chasseurs à cheval garde son nom et son rang obtenu en 1791.
Historique
Le 7e régiment de chasseurs à cheval fait la campagne de l'an IV à l'armée de l'Ouest, celle de l'an V aux armées de l'Ouest et de Sambre-et-Meuse, celle de l'an VI à l'armée d'Helvétie, celles de l'an VII et de l'an VIII aux armées d'Italie, de Rome et de Naples et celles de l'an IX et de l'an X à l'armée de Batavie.
Le régiment se distingue lors de la prise de Modène, le 12 avril 1799.

### 8echasseurs à cheval
Le 8e régiment de chasseurs à cheval garde son nom et son rang obtenu en 1791.
Historique
Le 8e régiment de chasseurs à cheval fait les campagnes de l'an IV et de l'an V à l'armée de Rhin-et-Moselle, celle de l'an VI à l'armée de Mayence, celles de l'an VII et de l'an VIII aux armées de Mayence et du Danube, celle de l'an IX à l'armée du Rhin et celle de l'an XI à l'armée de Batavie.
Le régiment se distingue, en 1796 aux batailles de Freising (2 septembre) et de Biberach (2 octobre) et en 1800 aux batailles de l'Iller (5 juin) et de Hohenlinden (3 décembre)

### 9echasseurs à cheval
Le 9e régiment de chasseurs à cheval garde son nom et son rang obtenu en 1791.
Historique
Le 9e régiment de chasseurs à cheval fait les campagnes de l'an IV et de l'an V à l'armée de Sambre-et-Meuse, celle de l'an VI à l'armée de Mayence, celle de l'an VII aux armées de Mayence et d'Italie, celles de l'an VIII et de l'an IX à l'armée d'Italie.
Le régiment se distingue en 1796 à la bataille d'Altenkirchen (4 juin) et au passage de la Rednitz (6 août) 1796 puis à la bataille de Neuwied, le 18 avril 1797.

### 10echasseurs à cheval
Le 10e régiment de chasseurs à cheval garde son nom et son rang obtenu en 1791.
Historique
Le 10e régiment de chasseurs à cheval fait les campagnes de l'an IV aux armées des Alpes et d'Italie, celle de l'an V à l'armée d'Italie, celle de l'an VI aux armées de l'Ouest et de Naples, celle de l'an VII aux armées de Mayence et du Danube et celles de l'an VIII et de l'an IX à l'armée du Rhin.
Le régiment se distingue durant les batailles de Roveredo et de Bassano,les 4 et 8 septembre 1796, au passage de la Piave, les 12 et 13 mars 1797 ainsi qu'à la bataille de Gradisca et au passage de l'Isonzo, le 19 du même mois.

### 11echasseurs à cheval
Le 11e régiment de chasseurs à cheval garde son nom et son rang obtenu en 1791.
Historique
Le 11e régiment de chasseurs à cheval fait les campagnes de l'an IV et de l'an V à l'armée de Sambre-et-Meuse, celle de l'an VI aux armées de Mayence et de Batavie, celle de l'an VII aux armées de Batavie et du Danube et celle de l'an VIII et de l'an IX à l'armée du Rhin.
En 1796, le régiment se distingue au combat d'Hocheim, le 22 juillet, puis dans 4 charges consécutives au combat de Seltz, le 27 septembre. En 1800 il se fait remarquer, à la bataille de Boxtel (19 juin), au passage du Danube (22 juin) puis à la bataille de Neubourg (28 juin).

### 12echasseurs à cheval
Le 12e régiment de chasseurs à cheval garde son nom et son rang obtenu en 1791.
Historique
Le 12e régiment de chasseurs à cheval fait les campagnes de l'an IV et de l'an V à l'armée de Sambre-et-Meuse, celle de l'an VI aux armées de Mayence et d'Helvétie, celle de l'an VII aux armées d'Helvétie et du Danube et celle de l'an VIII et de l'an IX aux armées du Rhin et d'Italie.
Le régiment se distingue au combat de Kreuznach, le 10 novembre 1795, au passage de la Lahn, le 10 juillet 1796 et à la bataille d'Enghen le 3 mai 1800.

### 13echasseurs à cheval
Le 13e régiment de chasseurs à cheval garde son nom et son rang obtenu en 1791.
Historique
Le 13e régiment de chasseurs à cheval fait la campagne de l'an IV à l'armée du Nord, celle de l'an V aux armées du Nord et de Sambre-et-Meuse, celle de l'an VI à l'armée de Mayence, celle de l'an VII aux armées de Mayence et d'Italie et celle de l'an VIII et de l'an IX à l'armée d'Italie.
En germinal an III (avril 1795), le 13e régiment de chasseurs à cheval reçoit le renfort du 13e régiment bis de chasseurs à cheval.
Le régiment se distingue le 29 mai 1800 en chassant l'ennemi de Nice et à lui faire évacuer le département des Alpes-Maritimes.

### 14echasseurs à cheval
Le 14e régiment de chasseurs à cheval garde son nom et son rang obtenu en 1791.
Historique
Le 14e régiment de chasseurs à cheval fait la campagne de l'an IV à l'armée de l'Ouest, celle de l'an V à l'armée du Nord, celle de l'an VII à l'armée de l'Ouest et celles de l'an VIII et de l'an IX à l'armée d'Italie.
Le régiment se fait remarquer, le 13 août 1796, lors du combat de Zull.

### 15echasseurs à cheval
Le 15e régiment de chasseurs à cheval garde son nom et son rang obtenu en 1791.
Historique
Le 15e régiment de chasseurs à cheval fait la campagne de l'an IV à l'armée de l'Ouest, celles de l'an V et de l'an VI à l'armée d'Italie, celle de l'an VII aux armées d'Italie, de Rome et de Naples.
Le régiment se distingue le 26 mars 1799 lors d'un combat devant Vérone, au combat de Borgoforte en mai suivant, dans un combat devant Alexandrie le 13 juin, dans le Piémont et à la bataille de la Trebia le 19 juin de la même année.

### 16echasseurs à cheval
Le 16e régiment de chasseurs à cheval garde son nom et son rang obtenu en 1791.
Historique
Le 16e régiment de chasseurs à cheval fait la campagne de l'an IV aux armées de l'Ouest et de Sambre-et-Meuse, celle de l'an V à l'armée de Sambre-et-Meuse, celle de l'an VI aux armées de Mayence et de Batavie, celle de l'an VII à l'armée de Batavie, celle de l'an VIII aux armées de Batavie et du Rhin et celle de l'an IX à l'armée du Rhin.
Le régiment se distingue en 1799 lors de l'attaque du Zipp (10 septembre), à la bataille de Bergen (19 septembre) puis à celles d'Aklmaar (2 octobre) et de Castricum (6 octobre).

### 17echasseurs à cheval
Le 17e régiment de chasseurs à cheval, créé le 9 mai 1793, est licencié le 16 septembre 1794.

### 18echasseurs à cheval
Le 18e régiment de chasseurs à cheval, créé le 9 mai 1793, est licencié le 18 juillet 1794.

### 19echasseurs à cheval
Le 19e régiment de chasseurs à cheval garde son nom et son rang obtenu en 1791.
Historique
Le 19e régiment de chasseurs à cheval fait les campagnes de l'an IV et de l'an V à l'armée de Sambre-et-Meuse, celles de l'an VI et de l'an VII aux armées d'Italie, de Rome et de Naples, celle de l'an VIII aux armées de l'Intérieur et de l'Ouest, celle de l'an IX à l'armée de l'Ouest et celle de l'an XI au camp de Bayonne.

### 20echasseurs à cheval
Le 20e régiment de chasseurs à cheval garde son nom et son rang obtenu en 1791.
Historique
Le 20e régiment de chasseurs à cheval fait les campagnes de l'an IV et de l'an V à l'armée de Rhin-et-Moselle, celle de l'an VI à l'armée de Mayence, celle de l'an VII aux armées de Mayence et du Danube et celles de l'an VIII et de l'an IX à l'armée du Rhin.
Le régiment se distingue le 5 juin 1800 lors de la bataille de l'Iller.

### 21echasseurs à cheval
Le 21e régiment de chasseurs à cheval garde son nom et son rang obtenu en 1791.
Historique
Le 21e régiment de chasseurs à cheval fait les campagnes de l'an VIII et de l'an IX à l'armée d'Italie.
Le régiment se distingue le 26 mai 1800 au combat de Chiusella, près d'Ivrée.

### 22echasseurs à cheval
Le 22e régiment de chasseurs à cheval garde son nom et son rang obtenu en 1791.
Historique
Le 22e régiment de chasseurs à cheval fait les campagnes de l'an IV, de l'an V et de l'an VI à l'armée d'Italie, celles de l'an VII et de l'an VIII à l'armée d'Orient et celle de l'an IX aux armées d'Orient et de Batavie.
Le régiment se distingue le 11 mai 1796 lors du combat de Crémone (1796).

### 23echasseurs à cheval
Le 23e régiment de chasseurs à cheval garde son nom et son rang obtenu en 1791.
Historique
Le 23e régiment de chasseurs à cheval fait les campagnes de l'an IV et de l'an V à l'armée du Nord, celles de l'an VI, de l'an VII et de l'an VIII aux armées de Mayence, du Danube et du Rhin et celle de l'an IX à l'armée du Rhin.
Le régiment se distingue le 22 avril 1797 à la bataille de Neuhoff, les 25 au 28 septembre 1799 à la bataille et la prise de Zurich puis le 3 décembre 1800 lors de la bataille de Hohenlinden.

### 24echasseurs à cheval
Le 24e régiment de chasseurs à cheval garde son nom et son rang obtenu en 1791.
Historique
Le 24e régiment de chasseurs à cheval fait les campagnes de l'an IV à l'an VII à l'armée d'Italie, celle de l'an VIII à l'armée de Réserve et celles de l'an IX et de l'an X  au corps d'observation de la Gironde.

### 25echasseurs à cheval
Le 25e régiment de chasseurs à cheval garde son nom et son rang obtenu en 1791.
Historique
Le 25e régiment de chasseurs à cheval fait les campagnes de l'an IV, de l'an V et de l'an VI à l'armée d'Italie, celle de l'an VII aux armées d'Italie, de Rome et de Naples, celle de l'an VIII à l'armée d'Italie et celles de l'an IX et de l'an X  au corps d'observation de la Gironde.
Le régiment se distingue le 19 mars 1797 lors de la bataille Gradisca et du passage de l'Isonzo qui le suivit, ainsi qu'au combat d'Anghiari le 14 avril suivant.

### 26echasseurs à cheval
Le 26e régiment de chasseurs à cheval est créé le 8 fructidor an IX (25 août 1801), après l'annexion du Piémont, avec le 1er régiment de chasseurs Piémontais, l'ensemble de l'armée piémontaise étant incorporée à l'armée française.

## Régiments de hussards

### 1erhussards
Le 1er régiment de hussards garde son nom et son rang obtenu en 1791.
Historique
Le 1er régiment de hussards fait les campagnes de l'an IV à l'an VII à l'armée d'Italie, celle de l'an VIII à l'armée de Réserve et celle de l'an IX aux armées de Réserve et des Grisons.
Le régiment se distingue à la bataille de Roveredo, le 4 septembre 1796.

### 2ehussards
Le 2e régiment de hussards garde son nom et son rang obtenu en 1791.
Historique
Le 2e régiment de hussards fait les campagnes de l'an IV et de l'an V à l'armée de Sambre-et-Meuse, celle de l'an VI aux armées de Mayence et de l'Ouest et celles de l'an VII, de l'an VIII et de l'an IX à l'armée du Rhin.
Le régiment se distingue lors de quatre charges consécutives au combat de Seltz, le 27 septembre 1796 puis à la bataille d'Engen, le 3 mai 1800.

### 3ehussards
Le 3e régiment de hussards garde son nom et son rang obtenu en 1791.
Historique
Le 3e régiment de hussards fait les campagnes de l'an IV et de l'an V à l'armée du Nord, celle de l'an VI aux armées de Mayence et de l'Ouest et celles de l'an VII, de l'an VIII et de l'an IX à l'armée du Rhin.
Le régiment s'est fait remarquer dans tous les combats auxquels il a participé.

### 4ehussards
Le 4e régiment de hussards garde son nom et son rang obtenu en 1793.
Historique
Le 4e régiment de hussards fait les campagnes de l'an IV et de l'an V à l'armée de Sambre-et-Meuse, celle de l'an VI aux armées d'Allemagne et de Mayence, celle de l'an VII aux armées de Mayence et du Danube et celles de l'an VIII et de l'an IX à l'armée du Rhin.
Le régiment se distingue lors de la bataille de Neuwied, le 18 avril en 1797 puis à la bataille de Stockach, le 25 mars 1799 puis en 1800 lors du passage de l'Alb (de) le 29 avril, à la bataille d'Hochstedt le 19 juin puis lors du passage du Danube le 22 juin.

### 5ehussards
Le 5e régiment de hussards garde son nom et son rang obtenu en 1793.
Historique
Le 5e régiment de hussards fait les campagnes de l'an IV et de l'an V à l'armée du Nord, celle de l'an VI aux armées de l'Ouest et de Mayence, celle de l'an VII aux armées de Mayence et du Danube et celles de l'an VIII et de l'an IX à l'armée du Rhin.
Le régiment se distingue le 5 juin 1800 à la bataille de l'Iller.

### 6ehussards
Le 6e régiment de hussards garde son nom et son rang obtenu en 1793.
Historique
Le 6e régiment de hussards fait la campagne de l'an IV à l'armée de l'Ouest, celle de l'an V aux armées de l'Ouest et de Sambre-et-Meuse, celle de l'an VI à l'armée d'Allemagne, celle de l'an VII à l'armée d'Italie, celle de l'an VIII aux armées d'Italie et du Rhin, celle de l'an IX à l'armée du Rhin, et celle de l'an XI à l'armée de Batavie.

### 7ehussards
Le 7e régiment de hussards garde son nom et son rang obtenu en 1793.
Historique
Le 7e régiment de hussards fait la campagne de l'an IV et de l'an V à l'armée de Rhin-et-Moselle, celle de l'an VI aux armées du Rhin et d'Helvétie, celle de l'an VII à l'armée d'Helvétie et celles de l'an VIII et de l'an IX à l'armée du Rhin.

### 7ebis hussards
Le 7e régiment bis de hussards garde son nom et son rang obtenu en 1793.
Historique
Le 7e régiment bis de hussards fait la campagne de l'an IV et de l'an V à l'armée d'Italie, celle de l'an VI aux armées d'Italie et d'Orient et celles de l'an VIII et de l'an IX à l'armée d'Orient.
Le régiment se distingue durant toute la campagne d'Égypte.

### 8ehussards
Le 8e régiment de hussards garde son nom et son rang obtenu en 1793.
Historique
Le 8e régiment de hussards fait la campagne de l'an IV et de l'an V à l'armée de Rhin-et-Moselle, celle de l'an VI à l'armée d'Helvétie, celle de l'an VII à l'armée du Danube et celles de l'an VIII et de l'an IX à l'armée du Rhin.

### 9ehussards
Le 9e régiment de hussards garde son nom et son rang obtenu en 1793.
Historique
Le 9e régiment de hussards fait la campagne de l'an IV et de l'an V à l'armée de Rhin-et-Moselle, celle de l'an VI à l'armée d'Helvétie, celle de l'an VII à l'armée du Danube et celles de l'an VIII et de l'an IX à l'armée du Rhin.
Le régiment se distingue en 1796 lors de la bataille de Durlach (10 juillet), lors du passage du Lech (24 août) et au combat de Freising, le 20 avril 1797 lors du deuxième passage du Rhin puis du 25 au 28 septembre 1799 lors de la bataille, l'attaque et la prise de Zurich. En 1800, le régiment s'illustre à la bataille d'Engen le 3 mai puis à la bataille d'Höchstädt le 19 juin, le passage du Danube, le 22 juin et la bataille de Neubourg.

### 10ehussards
Le 10e régiment de hussards garde son nom et son rang obtenu en 1793.
Historique
Le 10e régiment de hussards fait la campagne de l'an IV à l'armée de l'Ouest et celles de l'an VIII de l'an IX et de l'an X à l'armée d'Italie.

### 11ehussards
Le 11e régiment de hussards garde son nom et son rang obtenu en 1793.
Historique
Le 11e régiment de hussards fait la campagne de l'an IV à l'armée de l'Ouest, celle de l'an V à l'armée de Rhin-et-Moselle, celle de l'an VI aux armées d'Allemagne, d'Helvétie et d'Italie et celles de l'an VII, de l'an VIII et de l'an IX à l'armée d'Italie.

### 12ehussards
Le 12e régiment de hussards garde son nom et son rang obtenu en 1793.
Historique
Le 12e régiment de hussards fait les campagnes de l'an IV à l'an VII à l'armée de l'Ouest et celles de l'an VIII et de l'an IX aux armées de Réserve et d'Italie.
Le régiment se distingue en 1800 lors du combat de Châtillon, le 18 mai, à la bataille de la Chiusella, le 26 mai, puis aux batailles de Broni et de Montebello, les 8 et 9 juin suivants.

### Hussards Volontaires
Le régiment de hussards volontaires également appelés Hussards volontaires de Bonaparte, ou Volontaires de Bonaparte est créé le 1er germinal an VIII (22 mars 1800).
Historique
Le régiment de hussards volontaires fait la campagne de l'an VIII à l'armée de Réserve et celle de l'an IX à l'armée du Rhin.
Le régiment est licencié le 25 germinal an IX (15 avril 1801).

## Infanterie
Le Directoire prescrivit, dans l'arrêté du 18 nivôse an IV (8 janvier 1796), un nouvel amalgame des corps d'infanterie français connu sous les noms de deuxième amalgame, second amalgame, deuxième ou seconde réorganisation ou encore deuxième ou seconde formation, afin de réorganiser l'infanterie.